# SrGAP2
SLIT-ROBO Rho GTPase-activating protein 2 (srGAP2), conosciuta anche come formin-binding protein 2 (FNBP2) è una proteina che, nel genere umano, è codificata dal gene SRGAP2.
SsrGAP2 è coinvolta nella migrazione neurale. Una forma accorciata della proteina permette ai neuroni una migrazione più veloce.
SRGAP2 fa parte di uno dei 23 geni che sono duplicati nel genoma umano ma non in quello di altri primati.
La proteina è stata duplicata due volte nel genoma umano nei passati 3,4 milioni di anni. La prima volta è avvenuto 3,4 milioni di anni fa. Un'altra duplicazione risale a 2,4 milioni di anni fa, in occasione della quale ebbe origine la forma abbreviata di cui è dotato il 100% degli esseri umani.  Questa versione abbreviata permette una più rapida migrazione dei neuroni grazie all'interferenza con la produzione dei filopodi.
Secondo allcune ipotesi, la duplicazione potrebbe aver contribuito allo sviuppo di una corteccia cerebrale più spessa nell'uomo. Uno studio in tal senso è stato presentato da Megan Dennis il 13 ottobre 2011 all'International Congress of Human Genetics.